# سيليلو فيغوتا
سيليلو فيغوتا (بالإنجليزية: Sililo Figota) (مواليد 5 ديسمبر 1965) هو ملاكم نيوزيلندي، مثّل بلاده في الألعاب الأولمبية الصيفية 1992.

## روابط خارجية
سيليلو فيغوتا على موقع بوكس ريك (الإنجليزية) (registration required)
- سيليلو فيغوتا على موقع اللجنة الأولمبية الدولية (الإنجليزية)
- سيليلو فيغوتا على موقع أوليمبيديا (الإنجليزية)
- سيليلو فيغوتا على موقع اللجنة الأولمبية النيوزيلندية (الإنجليزية)
- سيليلو فيغوتا على موقع اتحاد ألعاب الكومنولث (مؤرشف) (الإنجليزية)